# Eratigena balearica
Eratigena balearica là một loài nhện trong họ Agelenidae. Chúng được Paolo Marcello Brignoli miêu tả năm 1978.